# Owoce miękkie

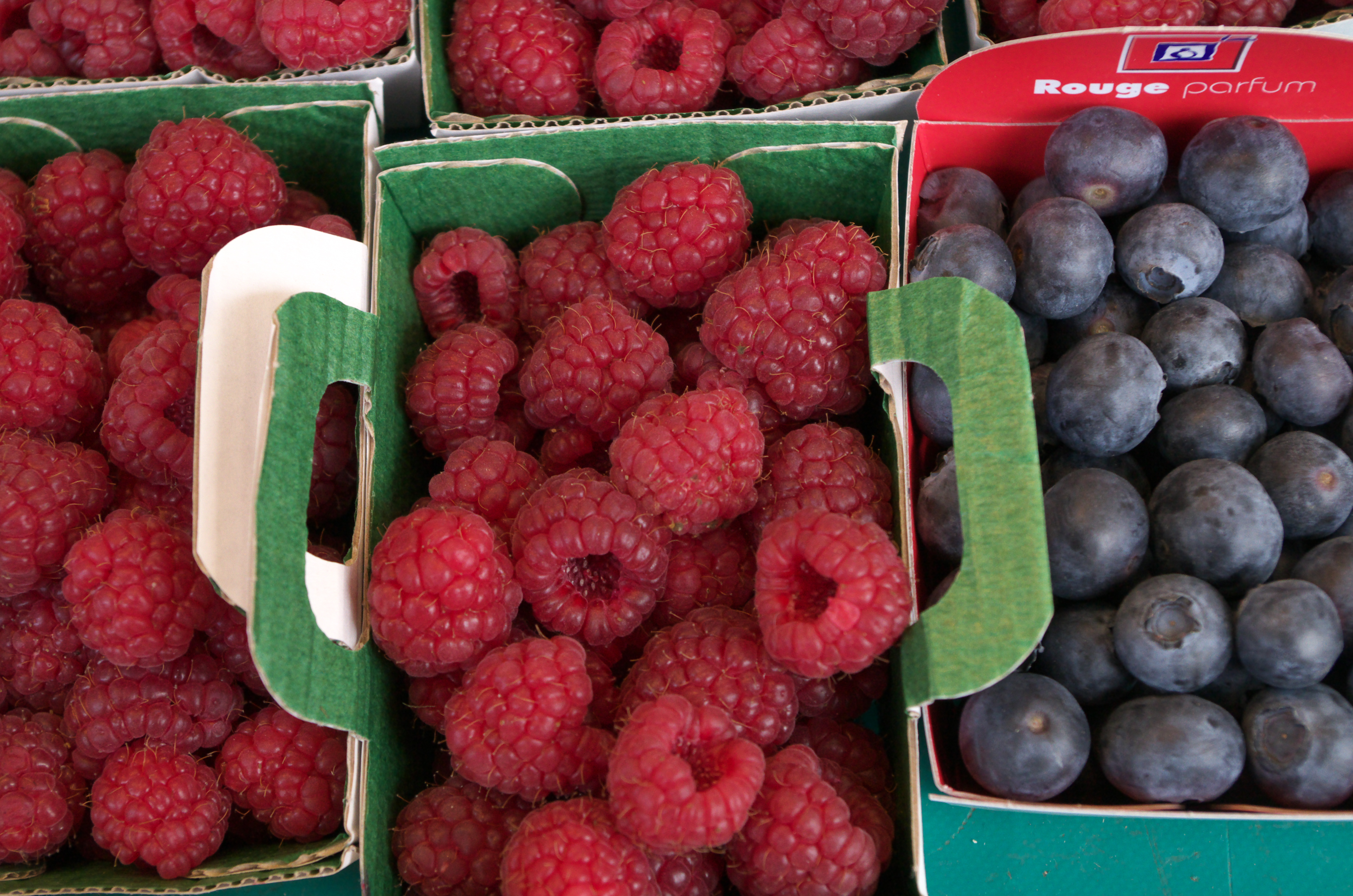
Owoce miękkie (maliny i jagody)

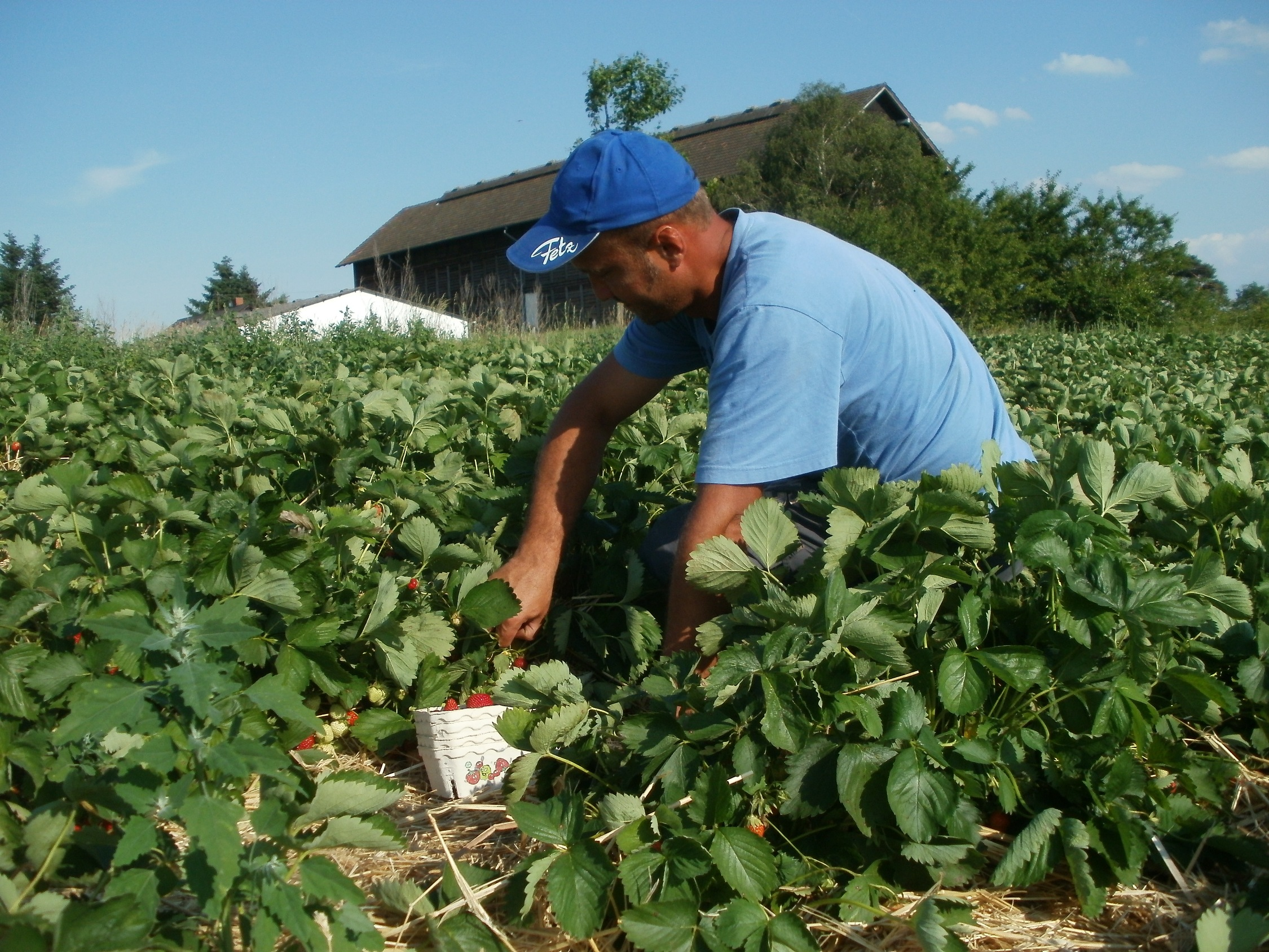
Zbiór owoców miękkich (truskawek)

Owoce miękkie – produkty roślin wieloletnich, które dzieli się na trzy grupy: jagody, pestkowce zbiorowe (wielopestkowce) i owoce rzekome. W szczycie swojej dojrzałości owoce miękkie stają się delikatne ze względu na miękką strukturę, przez co wymagają odpowiedniego pakowania i transportowania. Ich uprawą i pielęgnacją zajmuje się sadownictwo.

## Charakterystyka
Grupa owoców jagodowych cechuje się miękkim, galaretowatym miąższem, w którym tkwią nasiona. Przykładami są: porzeczki i agrest, winogrona, borówki, jagoda kamczacka, goji. Do wielopestkowców należą maliny, jeżyny, a do grupy owoców rzekomych – poziomki i truskawki. 
Prawie wszystkie działania wytwórcze w sektorze owoców miękkich charakteryzują się wysoką pracochłonnością (oprócz zbiorów porzeczek i malin do celów przetwórczych), dlatego ich wytwarzanie jest najbardziej rozwinięte w krajach ze stosunkowo niskimi kosztami pracy.